# Moskwa-Passażyrskaja-Kurskaja

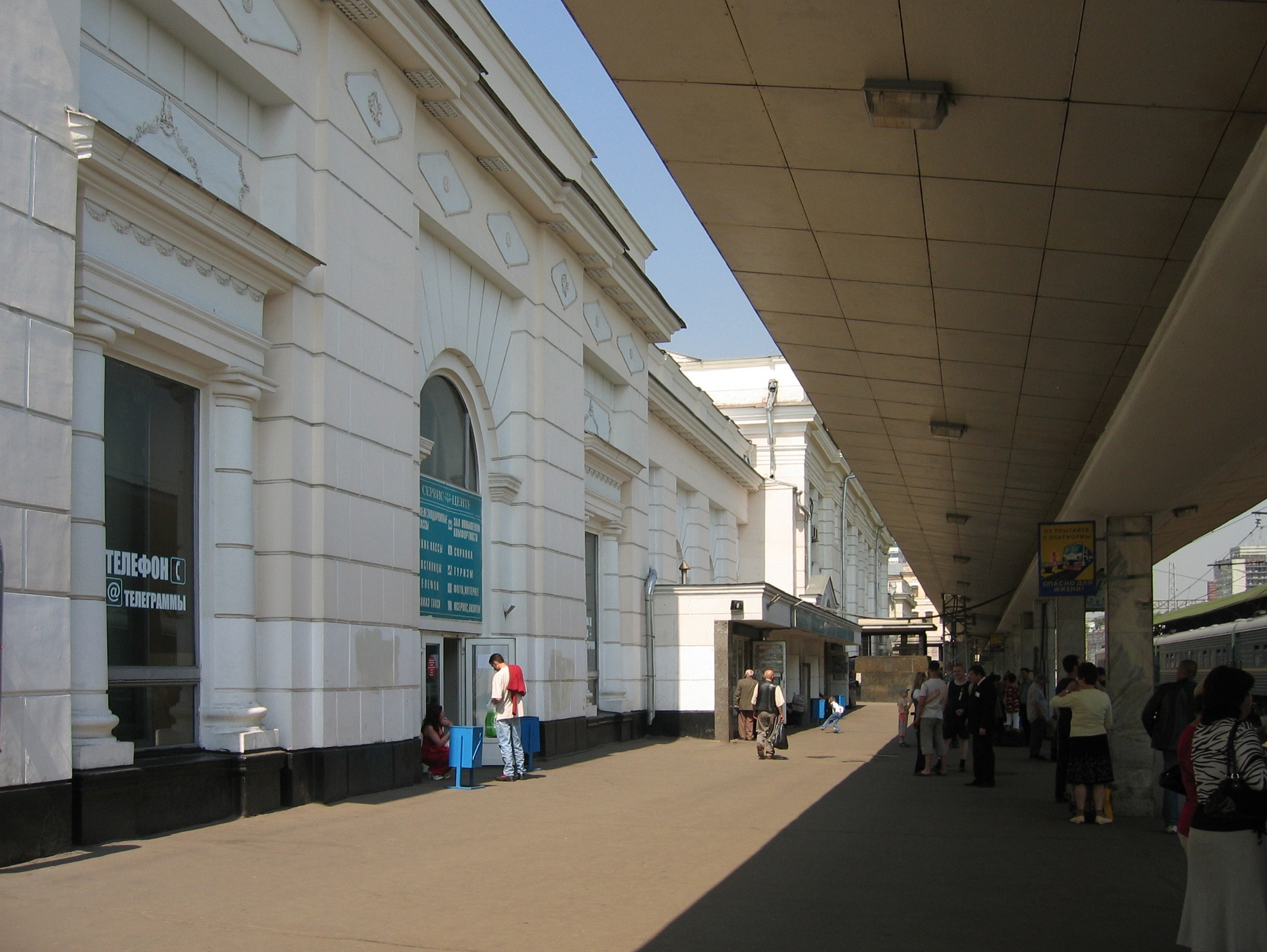
Stary gmach dworcowy od strony torów

Moskwa-Passażyrskaja-Kurskaja (ros. Москва-Пассажирская-Курская) – jedna z 9 największych stacji kolejowych w Moskwie, nazywana również Dworcem Kurskim (ros. Курский вокзал). Obsługuje połączenia podmiejskie i dalekobieżne z miastami na wschód od Moskwy (w szczególności do Niżnego Nowgorodu) i na południe od rosyjskiej stolicy (w szczególności do Kurska i Charkowa).
Jest to jedyny z dużych dworców kolejowych w Moskwie o charakterze tranzytowym (dwukierunkowym), nie będąc jak pozostałe stacją końcową.
Dworzec Kurski opisuje w swym najbardziej znanym, tłumaczonym na wiele języków dziele literackim pt. Moskwa – Pietuszki Wieniedikt Jerofiejew. Pietuszki to miasto na linii kolejowej do Niżnego Nowgorodu, gdzie kończą bieg odjeżdżające z Dworca Kurskiego pociągi podmiejskie (tzw. „elektriczki”). Podróż takim pociągiem na tej właśnie trasie jest tematem książki Jerofiejewa. W 1998 na dworcu odsłonięto pomnik Wieniedikta Jerofiejewa wyobrażający pisarza z walizką pełną butelek.